# Inselhäher
Der Inselhäher (Aphelocoma insularis) ist eine mittelgroße Singvogelart aus der Familie der Rabenvögel, die nur auf Santa Cruz Island vor der Küste Südkaliforniens vorkommt. Zusammen mit der Gelbschnabelelster (Pica nuttalli) gehört der Inselhäher zu den zwei in Kalifornien endemischen Vogelarten.
Im Vergleich zu seinen nächsten Verwandten auf dem Festland, dem Kalifornienhäher (Aphelocoma californica), dem Woodhousehäher (Aphelocoma woodhouseii) und dem Floridahäher (Aphelocoma coerulescens), ist der Inselhäher deutlich größer und seine Federn sind dunkler gefärbt. Darüber hinaus ist seine Stimme lauter als diejenige des Westlichen Buschhähers und sein Brüten nicht kooperativ wie dasjenige des Florida-Buschhähers. Unter den Sperlingsvögeln sticht der Inselhäher mit seiner außergewöhnlich hohen jährlichen Überlebensrate von 95 Prozent bei adulten Tieren hervor.
Da die Verbreitung der in den Jahren 2008 und 2009 auf 2.400 bis 3.000 Individuen geschätzten Population auf die nur 250 Quadratkilometer große Insel Santa Cruz Island beschränkt ist, wird die Art von der IUCN als gefährdet eingestuft. Potentiell bedroht ist die Art durch Flurbrände und das West-Nil-Virus.

## Merkmale

### Körperbau und Farbgebung

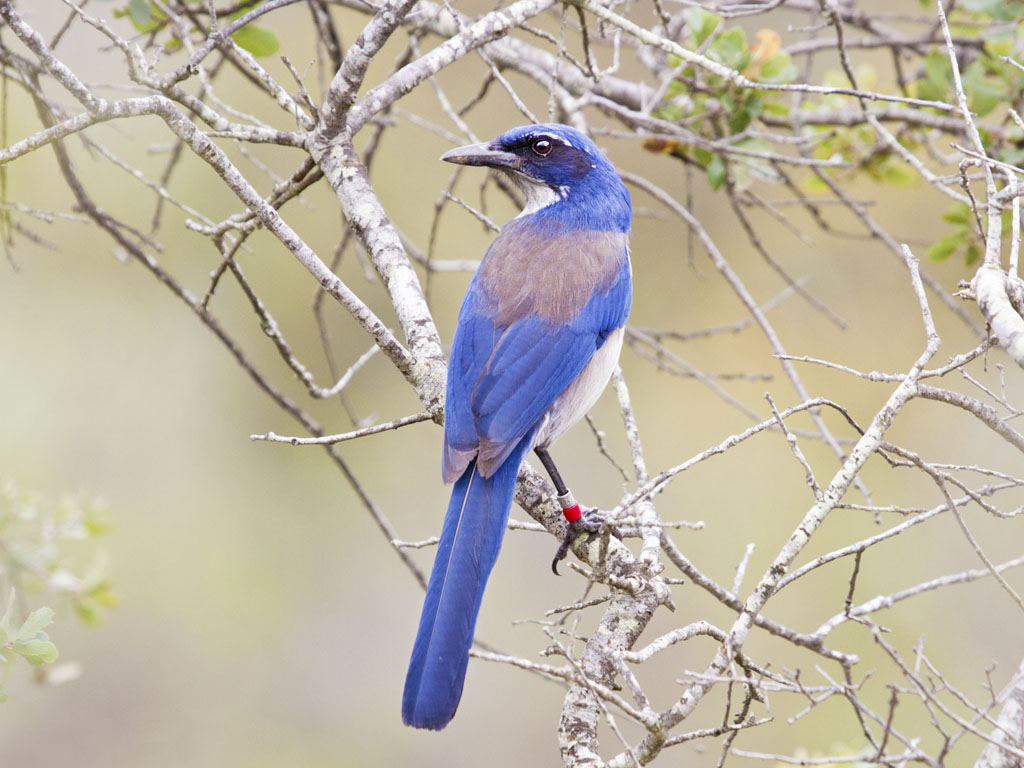
Adulter Inselhäher

Ausgewachsene Inselhäher erreichen eine Länge von rund 33 Zentimetern. Männliche Exemplare weisen ein Gewicht von 100–147 Gramm auf, weibliche erreichen ein Gewicht von 100–117 Gramm. Die Tiere verfügen über lange Schwanzfedern, überproportional lange Schnäbel und lange Beine. Das Gefieder des Inselhähers ist am Scheitel und Nacken, sowie an den Brustseiten, Flügeln, Oberschwanzdecken und am Schwanz matt ultramarinblau gefärbt. Der obere Brustbereich und der Hals sind weiß, der untere Brustbereich ist grau gefärbt. Die Seiten des Kopfes sind schwarz, mit einem dünnen weißen Überaugenstreif. Die Schulterfittiche sind dunkelgrau gefärbt. Die Unterseite der Schwanzfedern ist bläulich gefärbt. Die Iris ist braun; Schnabel und Beine sind schwarz. Das Gefieder juveniler Tiere ist bräunlich-grau mit einem blauen Scheitel und dunkelblauen Flügeln und Schwanz.
Im Vergleich zum Kalifornienhäher (Aphelocoma californica) ist der Inselhäher insgesamt größer und verfügt über einen längeren Schnabel. Zudem ist der Inselhäher dunkler gefärbt und weist statt einer weißen Färbung auf der Unterseite seiner Schwanzfedern eine leichte Blaufärbung auf.

### Lautäußerungen

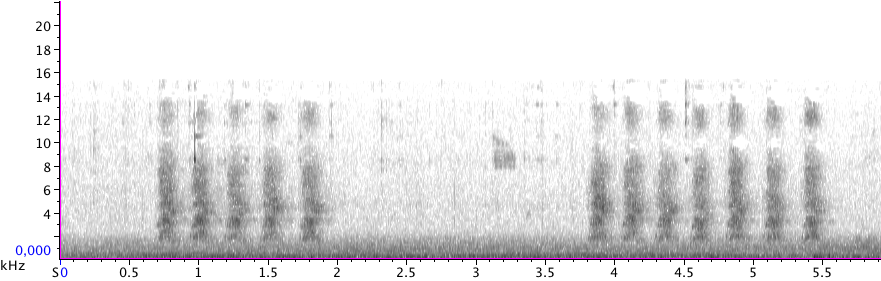
Sonagramm der obigen Aufnahme eines Westlichen Buschhähers.

Inselhäher verfügen über ein breites Repertoire an Lautäußerungen. Ein schrilles „Shek-shek-shek“ dient zur Markierung des Territoriums und ist häufig bei Flügen zwischen verschiedenen Ästen zu hören. Weibliche Tiere reagieren auf dieses „Shek-shek-shek“ ihres Partners häufig mit einem lauten und rauen Schäckern.
Bei Gefahr – etwa durch Greifvögel oder Schlangen – geben beide Geschlechter des Inselhähers einen kreischenden Laut von sich, der von anderen Individuen innerhalb des Territoriums aufgegriffen wird. Hierbei zeigen die Tiere ein Zucken mit den Flügeln und Schwanzfedern.
Im Frühling und Sommer geben territoriale Individuen beider Geschlechter eine leise Serie von bis zu 10 Sekunden dauernden Trillern von sich. Im Zuge der Brautwerbung füttern männliche Individuen ihre weiblichen Partner. Bei diesem Balzfüttern führen die Weibchen einen kurzen, leisen und als „keuchend“ beschriebenen Laut aus, der dem Bettelruf von Nestlingen des Inselhähers ähnelt.
Die Stimme der Inselhäher ist generell lauter als diejenige ihrer Verwandten auf dem Festland, wobei dieser Umstand vermutlich auf die Körpergröße der Art zurückzuführen ist.

## Verbreitung und Lebensraum

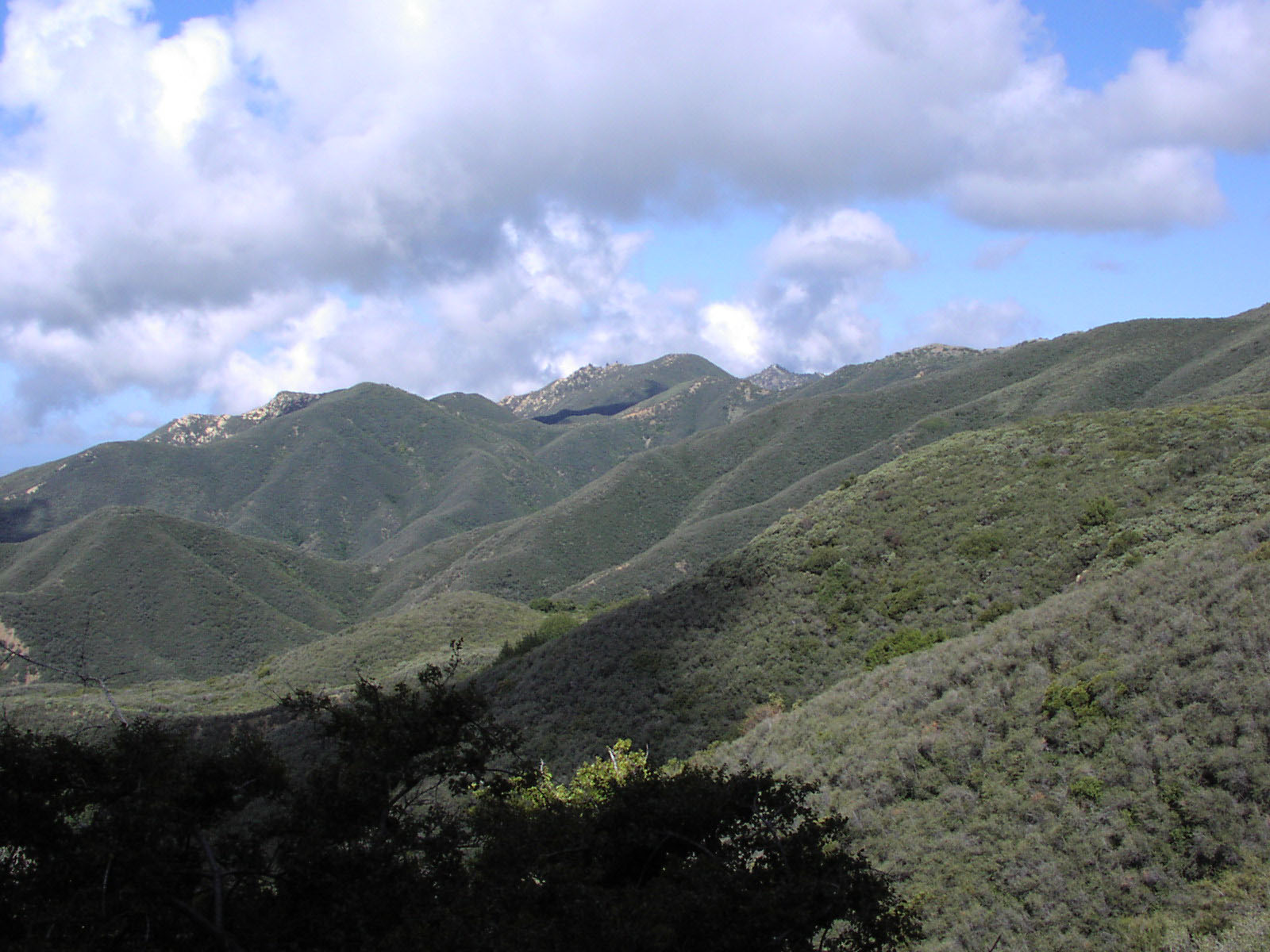
Chaparral in den Santa Ynez Mountains nahe Santa Barbara

Inselhäher kommen ausschließlich auf Santa Cruz Island vor der südkalifornischen Küste vor, auf der sie ganzjährig leben. Mit einer Größe von rund 250 Quadratkilometern ist Santa Cruz Island die größte der zum Channel-Islands-Nationalpark gehörenden Inseln. Die Inselhäher bevorzugen die von Chaparral bewachsenen Habitate. Dieser speziell an das mediterrane Klima Kaliforniens angepasste Vegetationstyp wird von Quercus pacifica (engl. „Island scrub oak“) und Eichenwäldern dominiert und bedeckt rund 18 Prozent von Santa Cruz Island. Darüber hinaus sind Inselhäher auch in Teilen der Insel zu finden, die von einer Mischung aus Kiefern und Buschwerk bewachsen sind. Seltener anzutreffen sind die Inselhäher hingegen in denjenigen Teilen der Insel, die von Grasland dominiert werden. Im Vergleich zu seinen Verwandten ist der Inselhäher in einem breiteren Spektrum von Habitaten vertreten als der Florida-Buschhäher und in einem engeren als der Westliche Buschhäher.

## Lebensweise

### Ernährung
Inselhäher sind Allesfresser; ihre Nahrung besteht hauptsächlich aus Eicheln und Wirbellosen, wobei sie gelegentlich auch Wirbeltiere sowie Eier und Nestlinge fressen. Im Herbst stellen Eicheln die wichtigste Nahrungsgrundlage dar. Wie alle Rabenvögel weisen Inselhäher einen angeborenen Verstecktrieb auf. Überzählige Eicheln, aber auch Eidechsen und kleine Mäuse werden einzeln versteckt. Die Nahrungssuche erfolgt durch hüpfende Bewegungen am Boden oder im Geäst von Büschen und Bäumen.

### Sozialverhalten
Brütende Inselhäher leben paarweise zusammen und werden bei der Brut nicht von weiteren Tieren unterstützt, wie es bei etwa 12 der 30 Arten von Neuwelthähern der Fall ist. Nichtbrütende Tiere zeigen kein Territorialverhalten und können Schwärme bilden. Diese machen rund 50 Prozent der Gesamtpopulation aus und nutzen diejenigen Habitate, die für die Brut weitgehend ungeeignet sind, wie Grasflächen. Die Schwarmbildung dieser Tiere ist vor allem am späten Nachmittag oder beim Sonnenuntergang zu beobachten. Inselhäher, die sich zu Schwärmen zusammenfinden, zeigen kaum aggressives Verhalten gegenüber ihren Artgenossen.
Während der Brutsaison zeigen Inselhäher aggressives Verhalten gegenüber anderen Vogelarten, wie etwa dem Eichelspecht (Melanerpes formicivorus) oder dem Goldspecht (Colaptes auratus), die aus der Nähe von Nestern vertrieben werden.
Gegenüber Menschen zeigen Inselhäher nur geringe Scheu. Mit Erdnüssen angelockte Individuen lassen sich bisweilen auf der Hand oder auf dem Kopf von Menschen nieder. Auch wurden Inselhäher dabei beobachtet, wie sie bei der Suche nach Futter in Häuser oder Autos eindrangen.

### Fortpflanzung
Inselhäher leben monogam, wobei sich jährlich rund 10 Prozent der geschlechtsreifen Tiere – trotz Überlebens beider Partner – einen neuen Partner wählt. Die etwa 30 Zentimeter breiten und 10 Zentimeter hohen Nester werden von beiden Partnern in einer Höhe von 2 bis 3 Metern über dem Boden in Büschen oder Bäumen (bevorzugt Eichen) angelegt. Die Ablage der hell bläulich-grünen Eier erfolgt zwischen den Monaten März und Juli; die Gelege umfassen zwischen 2 und 5 Eier. Nach einer Brutzeit von rund 18 Tagen schlüpfen die Jungtiere, die in der Folge von beiden Partnern für eine Dauer von 4 bis 7 Wochen mit Futter versorgt werden.
Die Inselhäher auf Santa Cruz Island brüten erst Jahre nach Erlangung der Geschlechtsreife, da die Anzahl der verfügbaren Territorien begrenzt ist. Die erste Brut findet verspätet im Alter von durchschnittlich 3,6 Jahren statt. Nur 14,6 Prozent der Tiere brüten schon im Alter von 1 bis 2 Jahren und ungefähr ebenso viele Inselhäher brüten erst im Alter von 5 bis 6 Jahren. Damit findet die Brut der Tiere auf Santa Cruz Island später als beim Westlichen Buschhäher auf dem Festland statt, der gewöhnlich im Alter von zwei Jahren zum ersten Mal brütet.
Eine 2013 durchgeführte Studie zum Nisterfolg von Inselhähern in Abhängigkeit zu ihrem Habitat ergab, dass Prädatoren den größten Einfluss auf die erfolgreiche Fortpflanzung haben. Mit 92 Prozent stellen sie die bei weitem wichtigste Ursache für erfolglose Reproduktionsversuche dar. Dieselbe Studie ergab, dass nur 15,6 Prozent der Versuche erfolgreich abgeschlossen wurden und mindestens ein Nestling überlebte. Aufgrund der Tatsache, dass die Inselhäher jedoch mit hoher Wahrscheinlichkeit einen neuen Versuch unternahmen (weibliche Tiere nisteten bis zu 6 Mal in einer Brutsaison und legten bis zu 18 Eier), ergab sich eine durchschnittliche Zahl von 1,8 flügge gewordenen Jungtieren pro Brutpaar und Jahr.

## Fressfeinde und Mortalitätsursachen
Die Überlebensrate juveniler Inselhäher (im Alter von sechs Monaten bis zu einem Jahr) liegt bei rund 52 Prozent, wohingegen die Überlebensrate von adulten Tieren, die über 11 Jahre lang beobachtet wurden, bei 95 Prozent lag. Damit liegt die durchschnittliche Überlebensrate der Inselhäher deutlich höher als bei ihren Verwandten auf dem Festland.
Vom Insel-Graufuchs (Urocyon littoralis), dem Westlichen Fleckenskunk (Spilogale gracilis) sowie Nattern,  wie der baumkletternden Gophernatter (Pituophis catenifer), ist bekannt, dass sie Nester der Inselhäher angreifen. Darüber hinaus gelten überwinternde Eckschwanzsperber (Accipiter striatus) als Prädatoren sowohl juveniler als auch adulter Tiere.

## Taxonomie
Erstbeschrieben wurde der Inselhäher von dem amerikanischen Ornithologen Henry W. Henshaw 1886 in der Zeitschrift The Auk. Von einem kurzen Besuch der Insel Santa Cruz Island hatte Henshaw im Jahr 1875 drei Exemplare des Vogels mitgebracht, die er – nach einigem Zögern – zunächst als Westliche Buschhäher (Aphelocoma californica) identifizierte. Mehr als zehn Jahre später wies ihn der Ornithologe Robert Ridgway im Rahmen eines Aufenthalts Henshaws im National Museum of Natural History darauf hin, dass die von Santa Cruz Island mitgebrachten Vogelbälge in bestimmten morphologischen Merkmalen von allen ihm bekannten Hähern abwichen, woraufhin Henshaw seine Erstbeschreibung veröffentlichte.
Während die American Ornithologists’ Union den Inselhäher unter dem Namen „Santa Cruz Jay“ in der ersten Hälfte des 20. Jahrhunderts noch als eigenständige Art führte, stufte sie ihn in der 5. Auflage ihrer Checklist of North and Middle American Birds als Unterart des Florida-Buschhähers, Aphelocoma coerulescens insularis, ein. Seit 1998 führt die Organisation den Inselhäher wieder als eigenständige Art.
Die frühe Forschung ging davon aus, dass einzelne Individuen der Gattung Aphelocoma Santa Cruz Island fliegend erreicht haben könnten und dann dort eine eigene Art ausbildeten. Diese These wurde jedoch von verschiedenen Autoren mit Blick auf die begrenzte Flugfähigkeit der Vögel und die relativ große Distanz von Santa Cruz zum Festland in Frage gestellt.
Genetische Untersuchungen aus dem Jahr 2005 und neuere Theorien zur Geschichte der kalifornischen Kanalinseln stützen heute die Annahme, dass der Inselhäher und der Westliche Buschhäher auf einen gemeinsamen Vorfahren zurückgehen, der mindestens 100.000 Jahre vor unserer Zeit gelebt hat. Der Inselhäher hat sich vermutlich im späten Pleistozän vor rund 20.000 bis 11.000 Jahren als eigene Art herausgebildet. Während der damaligen Kaltzeit lag der Meeresspiegel niedriger und die heute getrennten Nordinseln bildeten eine gemeinsame Landmasse, die näher am Festland lag, was die Kolonisation durch dortige Tierarten erleichterte.
Heute geht die Forschung davon aus, dass der Inselhäher gemeinsam mit dem Westlichen Buschhäher und dem Florida-Buschhäher (Aphelocoma coerulescens) eine Superspezies bildet.

## Bestand und Bedrohung

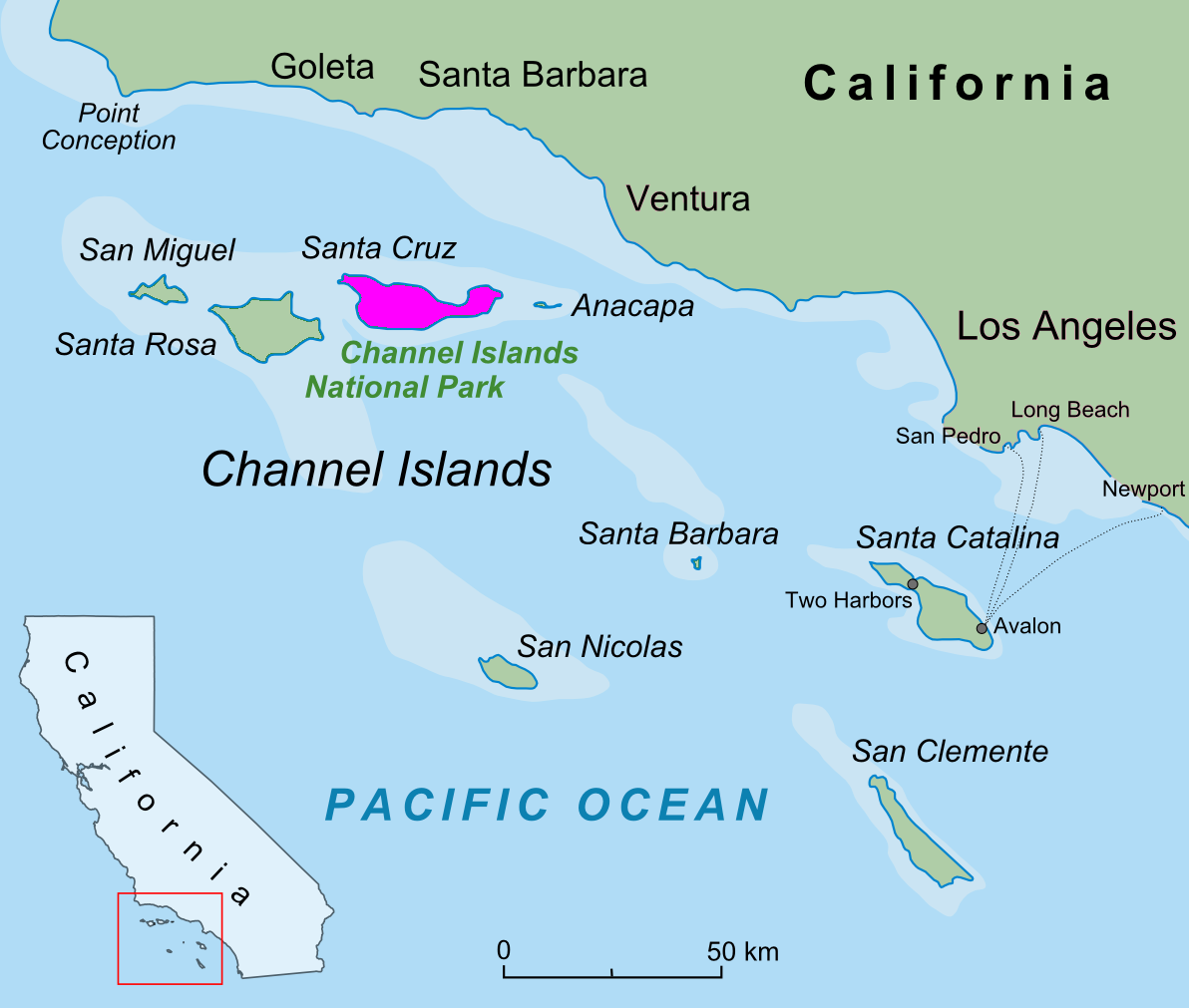
Das geografisch eng begrenzte Verbreitungsgebiet des Inselhähers stellt einen der Hauptgründe für die Einstufung der Art als „gefährdet“ dar.

Während der Inselhäher heute nur noch auf Santa Cruz Island vorkommt, wird vermutet, dass er bis zur Mitte des 20. Jahrhunderts auch auf der weiter westlich gelegenen Insel Santa Rosa Island beheimatet war. Als möglicher Grund für sein dortiges Verschwinden wird die intensive Bewirtschaftung von Santa Rosa Island mit nichtheimischen Hausschafen (Ovis aries) angenommen. Diese waren auf Santa Rosa Island in den 1840er Jahren eingeführt worden und hatten schon zum Ende des 19. Jahrhunderts eine Zahl von 80.000 bis 100.000 Tieren erreicht. Als eine Folge der intensiven Bewirtschaftung war die Vielfalt der einheimischen Pflanzenwelt auf Santa Rosa Island zurückgegangen, was mit der Zerstörung der Habitate des Inselhähers später wahrscheinlich auch zu dessen Verschwinden von der Insel geführt hat.
Während der Gesamtbestand des Inselhähers im Jahr 2004 noch grob auf 9.000 Individuen geschätzt wurde, geht man nach genaueren Zählungen in den Jahren 2008 und 2009 heute von einem Bestand von 2.400 bis 3.000 Individuen und 1.000 Brutpaaren aus. Klare Hinweise auf einen Rückgang des Bestandes gibt es allerdings nicht.
Die International Union for Conservation of Nature and Natural Resources (IUCN) stuft den Inselhäher als gefährdet (VU = vulnerable) ein. Dies ist vor allem dem Umstand geschuldet, dass die Art nur auf einer einzigen Insel vorkommt und der Bestand damit durch Naturkatastrophen wie Waldbrände bedroht ist. Die IUCN vermutet, dass das Gefährdungspotential durch Waldbrände im Zuge des Klimawandels in Zukunft weiter zunehmen könnte.
Darüber hinaus ist die Art anfällig für das West-Nil-Virus, das auch schon bei anderen Rabenvögeln für hohe Mortalitätsraten gesorgt hat, bisher aber nicht auf Santa Cruz Island aufgetreten ist. Nachdem das Virus im Jahr 2003 erstmals Südkalifornien erreicht hatte, begannen Wissenschaftler in einer vom Wildlife Health Center der UC Davis, der Smithsonian Institution und der Colorado State University koordinierten Maßnahme im Jahr 2008 mit der Impfung der Inselhäher gegen das Virus.
Eine weitere potentielle Gefahr für den Inselhäher stellt eine mögliche Besiedlung von Santa Cruz Island mit Ratten (Rattus spp.) dar. Sie treten zwar bislang weder auf Santa Rosa Island noch auf Santa Cruz Island auf, sind aber auf drei andere der insgesamt sechs kalifornischen Kanalinseln bereits vorgedrungen.